# Yannick Ferreira Carrasco
Yannick Ferreira Carrasco (nascut el 4 de setembre de 1993) és un jugador professional de futbol belga que juga com a extrem o mitjapunta dret amb l'Al-Shabab de la Saudi Pro League i la selecció belga de futbol.
Carrasco va néixer a Bèlgica, de pare portuguès i mare espanyola.
Va començar la seva carrera amb l'AS Monaco, on va marcar 20 gols en 105 partits, va guanyar la Ligue 2 en la seva primera temporada, i essent segon a la Ligue 1 a la segona. El 2016, va fitxar per l'Atlètic de Madrid per 20 milions d'euros, club amb el qual fou finalista de la Champions League 2016, i va marcar un gol en la final.
Carrasco va debutar amb la selecció belga el març de 2015, i fou seleccionat per disputar l'Eurocopa 2016.

## Carrera esportiva

### Club

#### A.S. Mònaco F.C.
Va fitxar per l'AS Mònaco procedent del KRC Genk el 2010. Va fer el seu debut com a professional al Mònaco el 30 de juliol de 2012 en un partit contra el Tours de la Ligue 2. En el partit, va obrir el marcador amb un gran gol de falta per dur el Mònaco a una victòria per 4-0. El 13 d'abril de 2013 va marcar els dos gols del Mònaco en la seva victòria per 2-0 sobre l'AJ Auxerre a la Lliga. En la seva primera temporada amb el club, Ferreira-Carrasco va jugar 27 partits i va marcar 6 gols la temporada en què el Monaco va aconseguir l'ascens de nou a la Ligue 1.
El seu primer gol a la Ligue 1 va ser el 5 octubre 2013 contra l'Sant-Étienne, aprofitant una centrada de James Rodríguez que va ajudar al Mònaco a aconseguir una victòria per 2-1. Va marcar dues vegades en els primers 10 minuts del primer temps el 20 d'octubre quan el Mònaco va empatar 2-2 amb l'FC Sochaux.

#### Atlético de Madrid
El 10 de juliol de 2015 va fer oficial el seu fitxatge per l'Atlètic de Madrid amb un contracte fins al 2020, amb un cost de 15 milions d'euros fixos pel 75% dels drets del jugador.
El 17 d'octubre va marcar el seu primer gol amb la samarreta madrilenya contra la Reial Societat.
El 28 de maig de 2016 Carrasco va convertir el gol de l'empat parcial a la final de la Lliga de Campions de la UEFA 2015-16 contra el Reial Madrid, essent així el primer jugador belga en marcar un gol a la final de la Lliga de Campions.

#### Dalian Yifang
El 26 de febrer de 2018, juntament amb el seu company d'equip Nicolás Gaitán, Carrasco es va traslladar al club de la Superlliga xinesa, Dalian Yifang.

### Internacional
Carrasco va debutar amb la selecció belga el 28 de març de 2015, quan va entrar al minut 69 en substitució de Marouane Fellaini en una victòria per 5–0 contra Xipre a la fase de classificació per a l'Eurocopa 2016. Finalment fou confirmat per Marc Wilmots com un dels 23 seleccionats de Bèlgica per disputar la fase final de l'Eurocopa.

## Palmarès
AS Monaco
- 1 Ligue 2: 2012-13

Atlético de Madrid
- 1 Lliga Europa de la UEFA: 2017-18
- 1 Lliga espanyola: 2020-21